# Can Ferreters
Can Ferreters és un antic mas, reconvertit en xalet, engolit pel creixement urbanístic d'Argentona. Masia quatre vents, protegida com a Bé Cultural d'Interès Local, de planta rectangular que consta de planta baixa i dos pisos. La teulada és a quatre aigües. La casa ha estat reconvertida en xalet.
Gran part de les obertures del primer pis són balconeres, fruit de la transformació de l'antic mas Lladó (segle XIV) amb can Ferraters, xalet d'estiueig, a mitjan segle xix. A la façana de llevant hi ha una tribuna amb una terrassa al damunt. Encara es conserven elements de pedra originals, com les cantoneres amb carreus, o el portal d'entrada. Moltes obertures podrien tenir els antics carreus de granit tapats, com els balcons de la façana d'entrada.
Al pati hi ha una glorieta amb teulat de teula vidriada.
El subsòl també està protegit mitjançant la fitxa Q2-02 del Catàleg de patrimoni arquitectònic, arqueològic, paisatgístic i ambiental.